# Aeroporto Internazionale di El Alto
L'Aeroporto Internazionale di El Alto è un aeroporto che serve la città di La Paz, capoluogo del dipartimento di La Paz, nell'ovest della Bolivia. Lo scalo aeroportuale si estende sul territorio della città di El Alto. Trovandosi a oltre 4000 metri d'altezza, è uno degli aeroporti più alti al mondo ed è l'aeroporto internazionale più alto del mondo.
Lo scalo è il principale hub della Línea Aérea Amaszonas. È situato a 15 km ad ovest di La Paz.

## Storia
Nel 1929 il governo locale di La Paz pianificò per la prima volta la costruzione di un aeroporto. Lo scalo tuttavia venne ufficialmente inaugurato fino al 1965. Nel 1974 l'aeroporto è stato rifatto: fu infatti costruito un nuovo terminal e le sue strutture furono ampliate e modernizzate. Fino al 1999 l'aeroporto era intitolato ufficialmente a John F. Kennedy (JFK), sebbene in pratica questo nome non fosse mai usato pubblicamente. In quell'anno, davanti alla pressione di diversi settori, con la legge 1944, scritta durante il governo di Hugo Banzer Suárez, l'aeroporto cambiò ufficialmente nome in Aeroporto Internazionale di El Alto.
Nel 2006 la SABSA ha investito quasi 2,3 milioni di dollari nella ricostruzione del terminal principale. I rifacimenti principali consistono nell'ampliamento, rimodellamento e realizzazione della sala ritiro bagagli, dell'area check-in e del corridoio per i ponti aerei. Gli uffici amministrativi di AASANA così come la sala principale e l'area internazionale che sono stati completamente modernizzati.

## Incidenti
- Il 14 luglio 1970, il Douglas DC-3 TAM-17 della TAM – Transporte Aéreo Militar fu danneggiato irreparabilmente in un incidente.
- Il 4 maggio 1971, il Douglas C-47 TAM-22 della TAM – Transporte Aéreo Militar si schiantò poco dopo il decollo su un volo cargo diretto all'aeroporto El Jovi.
- Il 17 settembre 1972, il Douglas C-47A CP-565 di Aerolíneas Abaroa si schiantò durante il decollo. L'aereo stava effettuando un volo passeggeri non di linea. Tutte e quattro le persone a bordo sono sopravvissute.
- Il 18 agosto 1974, un C-141 Starlifter colpì una montagna durante l'avvicinamento. Tutti e sette i membri dell'equipaggio sono rimasti uccisi nello schianto.
- Il 25 novembre 1976, il Douglas C-47 CP-755 di Aerolíneas La Paz fu danneggiato in un incidente di atterraggio. L'aereo era su un volo cargo, tutte e quattro le persone a bordo sono sopravvissute.
- Il 1º gennaio 1985, il volo Eastern Air Lines 980 da Asunción colpì il monte Illimani durante la sua discesa verso El Alto, uccidendo tutte le 29 persone a bordo del Boeing 727-225; il volo doveva continuare per Lima, Guayaquil, Panama, Miami e Chicago.

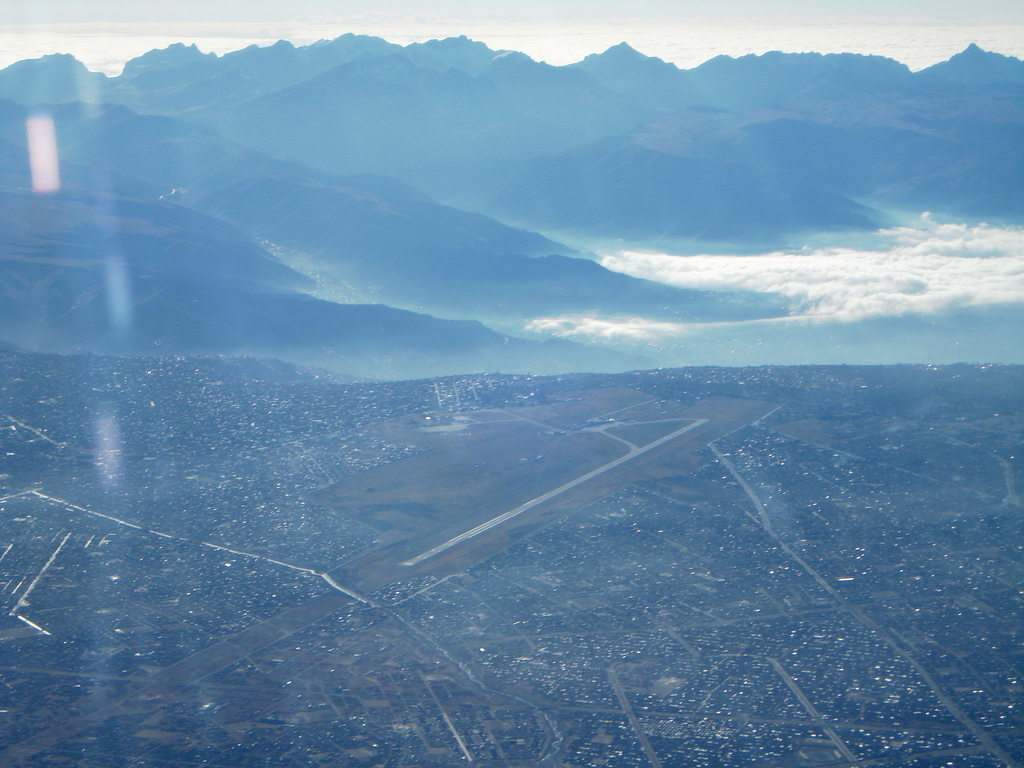
Vista aerea dell'aeroporto